# Вступительная заставка
Вступительная заставка или последовательность открытия или опенинг (англ. title sequence, opening sequence, opening, сокращённо OP) — художественный метод, посредством которого в фильмах (а также телевизионных передачах и компьютерных играх) представляется название произведения, имена создателей и актёров. В основном вступление отражает визуальное содержимое, знакомит с персонажами и в некотором смысле кратко передает концепцию сюжета, используя при этом художественные приёмы и стиль произведения.
Не перечисленные во вступительной заставке ключевые персоны (участвовавшие в производстве фильма), указываются в идущих после вступительных титрах, являющиеся наложением текста на происходящее действие.
Название произведения обычно стилизовано, в основном отражая суть передаваемого содержимого.

## История
С момента изобретения кинематографа вступительные музыкальные заставки были использованы в началах фильмов для того, чтобы определить, какие кинопроизводственные компании участвовали в его создании и в качестве сигнала о том, что фильм начался.

## Фильмы
С конца 1950-х годов вступительная заставка фильма выделилась отдельной ветвью современного дизайна и иллюстрации. Как концептуальное направление, её стали впервые развивать Сол Басс и Морис Байндер, они же вдохновили многих подражателей как в кино, так и в телевидении.
Однако, некоторые ранние фильмы имеют довольно необычные и особенные разработки вступительных заставок. К примеру, в «Бот Шоу» (англ. Show Boat) 1936 года в качестве заставки используется постепенное накладывание на экран маленьких вырезанных бумажек с текстом. Её создал Джон Харкридер (John Harkrider), который создал костюмы для оригинальной бродвейской постановки мюзикла 1927 года.
Вступительные заставки для полнометражных фильмов в настоящее время не очень распространены, в основном, она присутствует в многосерийных телевизионных фильмах и представляет собой короткую нарезку ключевых кадров. Их использование в полнометражном кино сейчас считается атрибутом архаичности, но некоторые фильмы, грамотно используя метод, добиваются эффектного зрелища.

## Телевизионные сериалы
Сериалы, так как вступительные заставки идут в самом начале эпизода, как правило, включают сцены из предыдущих эпизодов, после которого проигрываются короткие клипы, представляющие ключевых персонажей, кульминационные моменты и т. п. В настоящее время вступительная заставка для сериала является визитной карточкой. Многие современные западные сериалы имеют собственные узнаваемые видеоряд и музыкальное сопровождение.

### Известные примеры
- Остаться в живых (2004) — пролетающее за камеру слово «LOST» на чёрном фоне, изменяющее оптический фокус. Если присмотреться, то легко можно заметить низкополигональность фигур, а также кратковременный графический артефакт Z-буфера в букве O.
- Доктор Хаус (2004) — совокупность видеонарезки из сериала и старых медицинских чертежей.
- Декстер, 2006 — представляет собой монтажную нарезку с элементами макросъёмки, в которой повседневные действия, такие как бритьё, чистка зубов и приготовление завтрака, визуально отражают тёмную сущность главного героя.
- Во все тяжкие (2008) — коллаж из кадров эпизодов, плюс игра слов с химическими элементами периодической таблицы. Например, Br и Ba в заголовке сериала.
- Игра Престолов (2011) — камера пролетает над трёхмерной картой мира сериала, останавливаясь на тех местах, где происходит действие предстоящего эпизода. На каждой остановке сооружения поселений возводятся из мелких деталей, подобно часовому механизму, и буквально вырастают из поверхности карты.

## Аниме
В аниме вступительную заставку принято называть опенингом (от англ. opening, сокр.: OP). Его, как правило, показывают после короткой завязки сериала, либо после краткого содержания предыдущих серий, он представляет собой анимацию, изображающую главных героев аниме.
Стилистически большая часть заставок — это анимационные клипы на песни, написанные специально для аниме, последующая продажа которых отдельными дисками даёт авторам существенный доход.
Длится опенинг, как правило, ровно полторы минуты. В течение всего времени ролика демонстрируются титры — имена создателей аниме, композитора, автора первоисточника (если сериал снят по манге или ранобэ), имена озвучивающих актёров (сэйю) и другая информация связанная с производством или сюжетом аниме.
Иногда вступительный ролик также включает в себя субтитры с текстом песни на японском языке, предлагая таким образом зрителю петь.
В некоторых случаях заставка не показывается в первой (первых) серии аниме, если по замыслу авторов не планируется сразу раскрывать внешний облик персонажей или какие-либо элементы сюжета.

## Компьютерные игры
После начала тенденции сопровождения игры кинематографическими элементами вступительную заставку принялись внедрять в игровой процесс. Раньше, например, название игры просто отображалось во вступительном видеоролике, проигрываемой после запуска игры, или просто в игровом меню. В игре Fahrenheit опенинг запускается сразу после начала новой игры, и словно в фильмах, отображаются начальные титры под главную тему игры.
Некоторые игры, избегая игровых меню и начальных роликов, сразу начинают игровой процесс, ассоциируя его с коротким эпизодом перед началом вступительной заставки, при этом на экране пробегают начальные титры — всё это создаёт эффект просмотра кино, нынче популярного приёма среди разработчиков игры. Примером такого использования является видеоигра по фильму The Lord of the Rings: The Return of the King от EA: геймплей почти неразрывно (без игровых меню, уровня обучения) начинается после заставки, показывающей моменты предыдущего фильма.

### Известные примеры
- TRON 2.0 (2003) — после короткого эпизода, объясняющего, как герой попал в компьютер, следует заставка под главную музыкальную тему, совмещённая со вступительными титрами — из разных блоков и полигонов собирается название игры.
- Half-Life 2 (2004) — G-Man показывает спящему Гордону Фримену последствия его действий.
- Fahrenheit (2005) — на чёрном фоне падают лепестки роз, показываются названия издателя и разработчика игры (по аналогии продюсера и производителя фильма), главный герой произносит монолог и рассказывает нам свои воспоминания: вся игра является его пересказом произошедших событий. Дальше под музыку главной музыкальной темы над Нью-Йорком летит ворон.
- The Elder Scrolls IV: Oblivion, 2006 — император Уриэль Септим произносит монолог под музыку главной темы, в то время показывается видеоряд, иллюстрирующий слова императора. После монолога камера летит над Имперским городом, показывается название игры.
- Остаться в живых (2008) — вся игра построена на эпизодах, схожих с теми же в сериале. Каждый эпизод, кроме первого, начинается перечислением ключевых моментов игры («В предыдущих эпизодах игры»), при этом все ролики срежиссированы подобно сериалу, после которого следует знаменитая заставка пролетающего слова «LOST». Авторы игры следуют художественным канонам оригинального источника: игра начинается с показом глаза главного героя с близкого расстояния — в сериале таким образом представляли каждого нового персонажа.
- Prototype (2009) — игроку кратко рассказывается о событиях игры словами протагониста, а также демонстрируются его возможности.